# 데니즐리스포르
데니즐리스포르(Denizlispor)는 터키에 있는 데니즐리를 연고로 하는 축구 클럽이다. 이 팀은 1966년에 창단되었다.
이 팀은 축구 뿐만 아니라 배구, 농구, 탁구, 체스, 체조 등 여러 스포츠 팀을 운영하고 있다.

## 선수 명단

### 현역
참고: FIFA 자격 규정에 따라 소속된 국가대표팀 국기를 표시합니다. 선수는 복수의 FIFA 비회원국 국적을 가지고 있을 수 있습니다.
| 번호 | 포지션 | 국적     | 이름              |
| ---- | ------ | -------- | ----------------- |
| 20   | GK     | 튀르키예 | 압둘카디르 쉰게르 |
| 26   | DF     | 튀르키예 | 괴칸 수젠         |

| 번호 | 포지션 | 국적 | 이름        |
| ---- | ------ | ---- | ----------- |
| 99   | FW     |      | 앨런 워싱턴 |

## 역대 감독
| 감독                  | 임기 |
| --------------------- | ---- |
| 파루크 하지베기치     | 2006 |
| 로베르트 프로시네치키 | 2020 |

틀:데니즐리스포르 선수 명단
틀:터키 지역 아마추어 리그